# Farrata
La farrata es un plato tradicional de la ciudad de Manfredonia, en Gargano, provincia de Foggia (Italia). Se llama así porque consiste principalmente en grano de farro. Otro ingrediente es la ricota (requesón) de oveja, mejorana, sal, pimienta y canela. Todo esto constituye el relleno de un rústico de forma redonda.

## Preparación
El farro se prepara macerando el grano, que tras dejarse secar (al menos durante un día) se separa del salvado. Se prepara en láminas de masa de grano duro con forma redonda, introduciendo en ellas una mezcla de grano remojado, ricotta de oveja fresco, menta, mejorana, sal y pimienta. Una vez cerrados los bordes de las láminas, se pinta la parte superior con un poco de yema de huevo. Para disfrutar toda la fragancia de la farrata se recomienda cocerla en horno de leña, tras hornear el pan.
Si se come en grandes cantidades puede tener un efecto laxante.

## Tradición
En la zona de Siponto la farrata es un plato rústico tradicional de Carnaval.
- Datos: Q3739827